# ヤマダホールディングス
株式会社ヤマダホールディングス（英: YAMADA HOLDINGS CO., LTD.）は群馬県高崎市に本社を置き、家電量販店最大手のヤマダデンキを中心とするヤマダグループの持株会社である。東証プライム市場の上場企業。

## 概要
2020年10月1日付で持株会社体制へ移行し、旧商号の株式会社ヤマダ電機（英: Yamada-Denki Co., Ltd.）より変更した。また、これまで営んでいた家電量販店事業を、株式会社ヤマダデンキ（2020年4月1日に株式会社ヤマダ電機分割準備会社として設立、同年10月1日付で商号変更）に承継している。
グループ会社で中古家電の整備を行い、自社の店舗で販売していることから電気用品安全法の対象になる家電メーカーでもある。

## 沿革
参照：

### 1970年代
- 1973年（昭和48年）4月 - 日本ビクター（現：JVCケンウッド）を退社した山田昇が、群馬県前橋市総社町総社で電気店「ヤマダ電化サービス」を個人創業。

- 1974年（昭和49年）5月 - 有限会社ヤマダ電機を設立。

### 1980年代
- 1983年（昭和58年）9月1日[4] - 株式会社ヤマダ電機（旧ヤマダ電機）を設立。
- 1983年（昭和58年）9月 - 「前橋南店」の開店に伴い、本格的なチェーン展開を開始。
- 1984年（昭和59年）3月 - 物流部門の強化および効率化のため、流通センター（前橋市朝倉町）を開設。
- 1985年（昭和60年）4月 - 埼玉県第一号店として「深谷店」（埼玉県深谷市）が開店
- 1986年（昭和61年）7月 - FC第一号店として長野県佐久市に出店。FCチェーン展開の開始[注 1]。
- 1987年（昭和62年）3月11日 - 休眠会社の日本電線工業（1978年6月1日設立）が、株式会社ヤマダ電機（新ヤマダ電機）に商号変更。
- 1987年（昭和62年）5月21日 - 株式の額面変更を目的に、新ヤマダ電機が旧ヤマダ電機を吸収合併。
- 1987年（昭和62年）12月 - 本社ビル竣工、前橋市日吉町に本社移転。同ビル1階に大型総合家電店舗（核店舗）の第一号店として「テックランド本店」が開店。
- 1989年（平成元年）3月23日[5] - 株式店頭公開。

### 1990年代
- 1992年（平成4年）7月 - 九州第一号店として「テックランド宮崎店」（宮崎県宮崎市）が開店。

- 1995年（平成7年）10月 - 東北第一号店として「テックランド仙台泉店」（宮城県仙台市泉区）が開店。
- 1997年（平成9年）2月 - 東海第一号店として「テックランド日進店」（愛知県日進市）が開店。
- 1997年（平成9年）6月 - 産廃物の処理およびリサイクル事業の関連会社として、シー・アイ・シーを設立。
- 1997年（平成9年）7月 - 中国・四国第一号店として「テックランド岡山店」（岡山県岡山市）が開店。
- 1997年（平成9年）12月 - 南国殖産との合弁会社として、南九州ヤマダ電機を設立。同年に香川県にも出店。
- 1998年（平成10年）9月 - 近畿第一号店として「テックランド姫路店」（兵庫県姫路市）が開店。
- 1999年（平成11年）- 関西第1号店「テックランド京都八幡店」（京都府八幡市）が開店。全国展開の本格化[注 2]。

### 2000年代
- 2000年（平成12年）9月24日 - 東京証券取引所第一部に上場。
- 2001年（平成13年）7月 - 地域子会社として、沖縄ヤマダ電機を設立。
- 2001年（平成13年）9月 - 和光電気との合弁会社として、和光ヤマダ電機（後の関西ヤマダ電機）を設立。
- 2002年（平成14年）5月 - 神奈川県を地盤とするディスカウントストアのダイクマの株式取得[6]。
- 2003年（平成15年）1月 - 連結子会社として、リーガル・ユナイテッド・トラスティーズを設立。
- 2003年（平成15年）12月 - 中古PCの販売などを手掛けるインバースネットに資本参加。
- 2005年（平成17年）7月14日 - 小売業者のマキヤとの合弁会社として、東海テックランドを設立。
- 2005年（平成17年）9月1日 - 豊栄家電との合弁会社として、コスモスベリーズを設立。
- 2005年（平成17年）11月1日 - マルナカ及びダイナマイトコーポレーションとの合弁会社として、中四国テックランドを設立。
- 2006年（平成18年）3月 - 初の都市型店舗として「LABI1 なんば」（現：LABI1 LIFE SELECTなんば）が開店
- 2006年（平成18年）6月30日 - 大手クレジットカードのクレディセゾンとの合弁会社として、ヤマダフィナンシャルを設立[7]。
- 2007年（平成19年）1月 - 電気工事業者の正一電気との合弁会社として、九州テックランドを設立[8]。
- 2007年（平成19年）6月29日 - マツヤデンキの持株会社のぷれっそホールディングスの全株式を取得[9]。
- 2007年（平成19年）10月1日 - 関連会社の東海テックランドを完全子会社化。
- 2007年（平成19年）10月 - キムラヤセレクトの株式94.25%を取得[10][11]。
- 2008年（平成20年）7月1日 - 群馬県高崎市栄町1番1号へ本社移転。
- 2008年（平成20年）10月1日 - 関連会社の九州テックランドを完全子会社化。
- 2008年（平成20年）10月15日 - 関連会社の中四国テックランドを完全子会社化。
- 2008年（平成20年）12月1日 - 関連会社のコスモスベリーズを完全子会社化。
- 2009年（平成21年）1月 - 九十九電機のスポンサー企業として、Project Whiteを設立[12]。
- 2009年（平成21年）10月 -「LABI1 日本総本店池袋」（現：LABI1 LIFE SELECT池袋）が開店。

### 2010年代
- 2010年（平成22年）9月 - 連結子会社のダイクマが関西ヤマダ電機、東海テックランド、中四国テックランド、テックサイト、東九州テックランドの5社を吸収合併。
- 2010年（平成22年）12月10日 - 海外店舗の第一号店として、「ヤマダ電機瀋陽店―家電購物休閑広場」（中国瀋陽市）を開店[13]。
- 2011年（平成23年）10月12日 - 中堅ハウスメーカーのエス・バイ・エル（後のヤマダ・エスバイエルホーム）の第三者割当増資を引受け、同社を子会社化[14][15]。
- 2012年（平成24年）5月1日 - リサイクル事業の東金属を完全子会社化[16]。
- 2012年（平成24年）6月 - 住宅設備機器大手のハウステックホールディングス（現：ハウステック）の全株式を取得[17][18]。
- 2012年（平成24年）12月13日 - 同業のベスト電器の第三者割当増資を引受け、同社の株式51.0%を取得[19]。
- 2013年（平成25年）5月31日 - 完全子会社のダイクマとサトームセンを吸収合併[20][21]。
- 2013年（平成25年）11月 - ヤマダ・ウッドハウスを設立。
- 2014年（平成26年）9月6日 - 2014年ブラック企業大賞およびWEB投票賞を獲得[22]
- 2014年（平成26年）10月1日 -「ベスト電器との資本・業務提携における公正取引委員会へ申し出た10地域の問題解消措置」に伴い、「テックランドNew秩父店」をエディオンへ譲渡[注 3][23]。
- 2015年（平成27年）5月7日 - 大手電気通信事業者のソフトバンクと資本業務提携[24]。
- 2016年（平成28年）5月 - 金融業子会社として、ヤマダファイナンスサービスを設立。
- 2016年（平成28年）6月 - 商社子会社として、ヤマダトレーディングを設立。
- 2017年（平成29年）3月1日 - 連結子会社の南九州ヤマダ電機を吸収合併。
- 2017年（平成29年）6月 -「インテリアリフォームYAMADA前橋店」開店。
- 2017年（平成29年）7月1日 - 株式交換により、ベスト電器を完全子会社化[25]。
- 2017年（平成29年）11月 - 住宅リフォームのナカヤマの完全子会社化を発表[26]。
- 2018年（平成30年）2月26日 - 連結子会社のナカヤマの吸収合併を発表[27]。
- 2018年（平成30年）8月8日 - 少額短期保険業のパーソナル少額短期保険（現：ヤマダ少額短期保険）の全株式を取得[28]。
- 2018年（平成30年）10月1日 - ヤマダ・エスバイエルホームがヤマダ・ウッドハウス、ハウジングワークス、エス・バイ・エル住工の3社を吸収合併の上、ヤマダホームズに商号変更[29]。
- 2019年（令和元年）4月 - 家守りホールディングスとの資本業務提携[30]。
- 2019年（令和元年）11月 - ヤマダデリバリーワークサービス（後のヤマダテクニカルサービス）を設立。
- 2019年（令和元年）12月30日 - 経営再建中の大塚家具を子会社化[31]。

### 2020年代
- 2020年（令和2年）2月 - ヤマダフードサービスを設立。
- 2020年（令和2年）4月1日 - 田中屋川島酒店を吸収合併の上、酒類販売業免許（1989年6月1日以前に発行）を取得[32]。
- 2020年（令和2年）5月14日 - ナックより、レオハウスを買収[33]。
- 2020年（令和2年）10月1日 - 持株会社体制へ移行[34][35]

| ① 家電事業等を、ヤマダデンキとして分社化 ③ ヤマダ環境資源開発ホールディングス（同年3月設立）を中心に、環境資源開発事業を展開 |  | ② 分割後のヤマダ電機は、株式会社ヤマダホールディングスに商号変更 |

- 2020年（令和2年）10月29日 - ハウスメーカーのヒノキヤグループを子会社化[36]。
- 2021年（令和3年）3月1日 - 連結子会社のヤマダデンキが、沖縄ヤマダ電機を吸収合併。
- 2021年（令和3年）7月1日 - グループ内における組織を再編し、ヤマダデンキは「TSUKUMO」「ベスト電器」「マツヤデンキ」「Caden」の4つの店舗ブランドを引き継いだ（「グループ再編」の項目を参照）。
- 2021年（令和3年）9月1日 - 株式交換により、大塚家具を完全子会社化（後にヤマダデンキに合併）[37]。
- 2022年（令和4年）4月 - 東京証券取引所の市場区分見直しに伴い、プライム市場に上場。
- 2023年（令和5年）1月 - 連結子会社のヤマダファイナンスサービスが、住宅ローン融資などを手掛けるハウス・デポ・パートナーズの全株式を取得[38]。
- 2023年（令和5年）2月1日 - 連結子会社のヤマダ環境資源開発HDが、産廃処理業のあいづダストセンターを買収[39]。
- 2023年（令和5年）9月 - 産廃処理などを手掛けるミダックホールディングスとの合弁会社として、グリーン・サーキュラー・ファクトリーを設立[40]。
- 2025年（令和7年）2月17日 - デンキセグメントでの再編を発表（「グループ再編」の項目を参照）。
- 2025年（令和7年）3月17日 - 金融セグメントの中間持株会社設立を発表（「グループ再編」の項目を参照）。

## 主な提携・買収
ヤマダHD（旧ヤマダ電機）は東証一部上場以降、積極的に規模の拡大を指向しており、その手段の一つとしてM&Aを行っている。
2005年7月14日、静岡県が本拠の小売企業・マキヤとの間で合弁会社、東海テックランドを設立（マキヤ80%、ヤマダ20%）。マキヤが営業する電器店業態「ヤベデンキ」を新会社に分離し、テックランドに転換したが、業績が振るわなかったためフランチャイズ方式を断念。2007年10月1日、マキヤ保有分の東海テックランド株式をヤマダ電機が買い取り、完全子会社化した。
2005年11月1日、香川県を中心にスーパーマーケットを営業するマルナカ（後のマックスバリュ西日本、現在のフジ）、およびダイナマイトコーポレーションと共に、中四国テックランドを設立（ヤマダ55%、マルナカ25%、ダイナマイト20%）。ダイナマイトが営業する電器店業態「デンキのダイナマイト」の主力店舗を新会社に分離し、テックランドのフランチャイズに転換。よって事実上、「デンキのダイナマイト」店舗を買収した。
九州でケーズデンキのフランチャイズを展開していた正一電気が、ケーズとの契約終了後の2007年2月に合弁会社・九州テックランドを設立（正一電気60%、ヤマダ40%）。正一電気が営業していたケーズデンキ店舗はテックランドに転換された。
2007年6月29日、新生銀行（現：SBI新生銀行）系ファンドの傘下にあったぷれっそホールディングスを完全子会社化。同年9月26日に、独立系投資会社のアセット・マネジャーズ系ファンドから、ディスカウントショップの「キムラヤ」を運営するキムラヤセレクトの株式94.25%を取得した。
また2007年9月頃から、業界7位のベスト電器の株式を純投資目的として買い進め、同社の実質的な筆頭株主となった。ベスト電器がライバルのビックカメラとの資本・業務提携を発表した後も、2007年11月に同社株式を40%まで買い増しする意向を示していた。2008年8月25日にベスト電器がビックカメラに対して実施した第三者割当増資により、ビックカメラの株式比率は14.86%となると共に、2008年10月にビックカメラが株式を追加取得して、持株比率を15.03%まで高めたため、ヤマダ電機はベスト電器との提携を一時断念した。
2009年1月に、民事再生手続中の九十九電機からの事業譲受を目的に、Project Whiteを設立。同年3月10日に事業譲受が完了。
2012年7月13日、ベスト電器との資本・業務提携を正式発表。同年12月10日の公正取引委員会の承認をもとに、同年12月13日に子会社化した。
2015年5月7日、大手電気通信事業者のソフトバンクと資本業務提携契約を締結し、携帯電話を含む通信サービスの販売などを一段と強化したいとしている。
2017年7月1日、連結子会社のベスト電器を完全子会社化。
2018年7月27日、大手マンション分譲会社のタカラレーベンなどと連携し、ヤマダ電機が5%出資するタカラPAG不動産投資顧問の運用するタカラレーベン不動産投資法人が東証に上場した。同投資法人は「YAMADA web.com 松山問屋町店」（旧「家電住まいる館 YAMADA 松山問屋町店」）、「Tecc LIFE SELECT 神戸垂水店（底地）」（旧「家電住まいる館 YAMADA 神戸垂水店」）、「家電住まいる館×YAMADA web.com 奈良本店」が組み入れられている。
2019年12月12日、大塚家具と資本提携を発表。同年12月30日に子会社化。
2020年10月29日、ハウスメーカーのヒノキヤグループを子会社化した。

## ヤマダグループ

### グループ再編
2021年1月18日、同年7月をめどにグループ組織再編を行うことが決議された。一部先行で再編が実施され、同年7月1日をもって予定されていた再編がすべて完了、新体制へと移行した。
住宅セグメント
- 2021年2月1日 - 中間持株会社としてヤマダ住建ホールディングス（以下、ヤマダ住建HD）を設立。
- 2021年2月25日 - 簡易株式交換により、シー・アイ・シー、インバースネット、テス、家守りホールディングス（現：家守り）の4社を完全子会社化。
- 2021年2月26日 - ヤマダホームズが、ヤマダレオハウスとヤマダ不動産の2社を吸収合併。ヤマダ住建HDが株式交換により、ヤマダホームズ、ワイ・ジャスト、家守りHDの3社を完全子会社化。

金融セグメント
- 2021年2月26日 - ヤマダファイナンスサービス（以下、ヤマダFS）が、ヤマダフィナンシャルを子会社化。
- 2021年3月30日 - ヤマダFSが、ヤマダ少額短期保険を子会社化。
- 2021年6月1日 - ヤマダFSが、ヤマダライフ保険を子会社化。
- 2021年7月1日 - ヤマダFSが、ベストクレジットサービス（ベスト電器100%子会社）を吸収合併。また、リペア・デポ（ベストサービス100%子会社）を子会社化。
- 2025年4月1日 - ヤマダFSを金融持株会社へ移行[62]。

1. ヤマダFS（初代）の金融事業を、ヤマダFS（2代）として分社化
2. ヤマダフィナンシャルの商号を、ヤマダLABIカードに変更
3. 分割後のヤマダFS（初代）は、ヤマダ金融ホールディングスに商号変更

環境セグメント
- 2021年2月26日 - ヤマダ環境資源開発ホールディングスが、シー・アイ・シー、インバースネット、東金属の3社を子会社化。

デンキセグメント
- 2021年3月1日 - ヤマダデンキが、沖縄ヤマダ電機を吸収合併
- 2021年7月1日 - ヤマダデンキがベスト電器、九州テックランド、Project White、マツヤデンキ、星電社、黒川デンキ（ベスト電器100%子会社）および加藤商事（星電社100%子会社）の7社を吸収合併のうえ、北海道、東北、北関東、西関東、東京、東関東、北陸、東海、近畿、中四国、九州の計11地域区分による社内分社制を導入。
- 2025年2月28日 - ヤマダデンキが、グループ会社のヤマダトレーディング（同年6月1日付で合併予定）を子会社化[63]。

その他セグメント
- 2021年3月1日 - ヤマダデリバリーワークサービスが、テスを吸収合併。
- 2021年7月1日 - ヤマダテクニカルサービスが、ベストサービス（ベスト電器100%子会社）を吸収合併。ヤマダHDが日本ツーリストクラブと、J・スタッフ（ベスト電器100%子会社）を直接子会社化。

### グループ会社

#### デンキセグメント
- 株式会社ヤマダデンキ - 家電・情報家電等の販売
  - 株式会社ヤマダトレーディング - 住宅建材・住宅設備機器の総合建材商社。

#### 住建セグメント
- 株式会社ヤマダ住建ホールディングス - 住建セグメントの統括
  - 株式会社ヤマダホームズ - 住宅メーカー
  - 株式会社ワイ・ジャスト - 建設工事の請負、不動産取引、太陽光発電システム、スマートハウスの設計・施工・販売など
  - 株式会社家守り[64] - 住宅の警備保障等
- 株式会社ハウステック - 住宅設備機器メーカー
- 株式会社ヒノキヤグループ - 住宅・断熱材・不動産投資・リフォーム・介護保育事業など

#### 金融セグメント
- 株式会社ヤマダ金融ホールディングス - 金融持株会社
  - 株式会社ヤマダファイナンスサービス - 総合金融サービス
  - 株式会社ヤマダLABIカード（ヤマダ金融HD 66.0%、クレディセゾン 34.0%）- 金融関連事業、旧商号のヤマダフィナンシャルより変更
  - 株式会社ヤマダ少額短期保険 - 自然災害による家財・建物の損壊等に特化した総合型保険の運用
  - 株式会社ハウス・デポ・パートナーズ - 家電製品、並びにオール電化の延長保証サービスの事業

#### 環境セグメント
- 株式会社ヤマダ環境資源開発ホールディングス - 環境セグメントの統括
  - 株式会社シー・アイ・シー - 廃棄家電処理の委託業者。回収した家電を整備し販売している[2]。
  - インバースネット株式会社 - 中古パソコンの買取・販売、および新品パソコンの開発・製造・販売
  - 東金属株式会社 - リサイクル事業など
- 株式会社三久[65] - 建設工事現場より排出される建築系廃棄物のリサイクル・再資源化を中心とした廃棄物の中間処理業

#### その他セグメント
- 株式会社ヤマダフードサービス - 直営レストラン、および家電住まいる館内でのカフェコーナーの運営、並びにテナント事業等
- 株式会社ヤマダテクニカルサービス[66] - グループ内での配送装置・取付工事
- 日本ツーリストクラブ株式会社 - 旅行会社
- コスモス・ベリーズ株式会社 - フランチャイズ関連事業。2005年9月、豊栄家電との合弁会社として設立（2008年12月1日付で完全子会社化）
- 株式会社イーウェルネス - ドラッグストア「キムラヤ」の運営、化粧品ブランド「プインプル」の製造販売
- 株式会社J・スタッフ - 旧ベスト電器傘下の人材派遣業
- 株式会社ビー・ピー・シー - 印刷製本業務[注 5]

### かつて存在したグループ会社

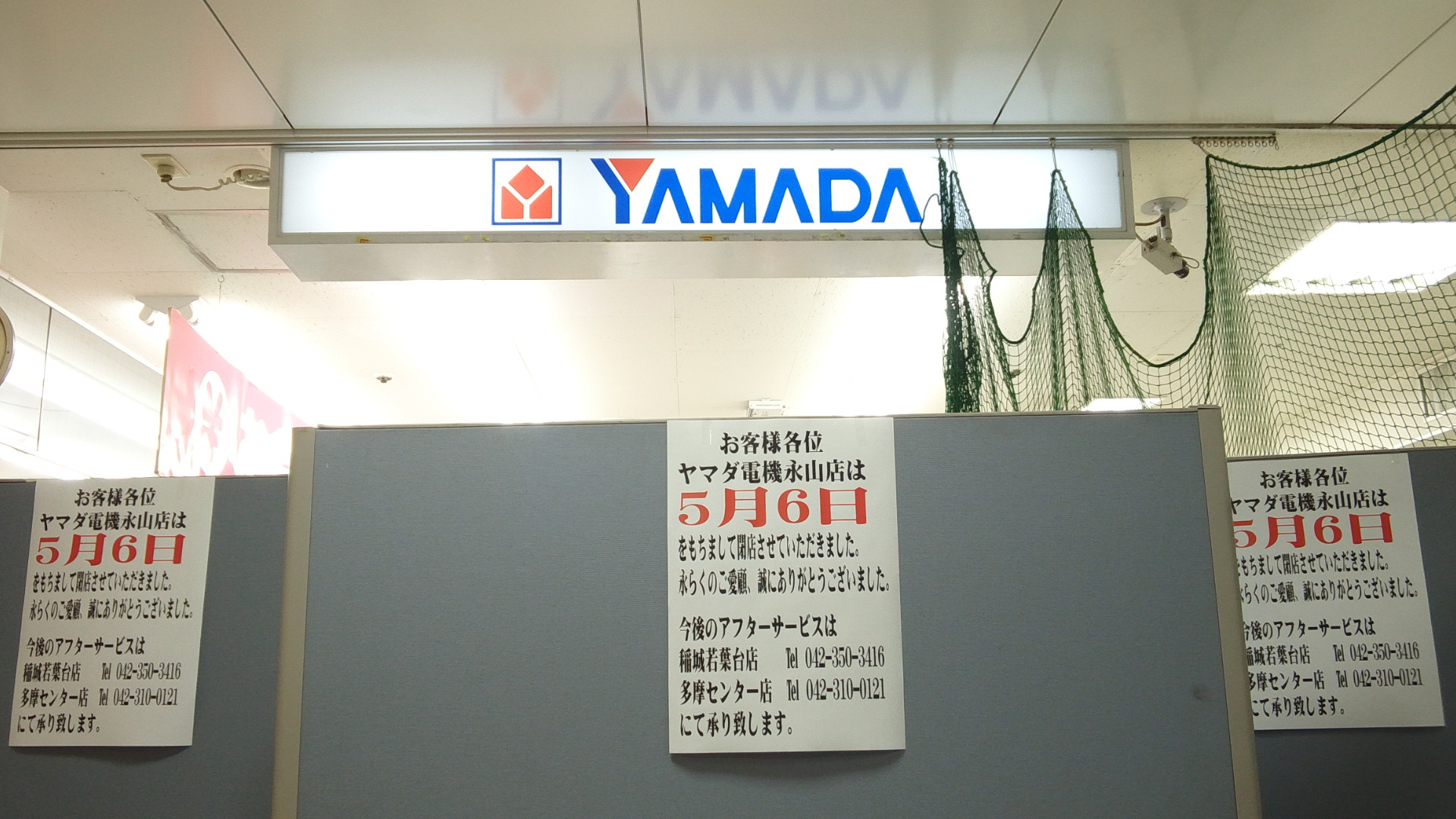
2015年の大量閉店で閉店となったテックランド永山店は、かつてはサトームセンの店舗だった。

ヤマダ電機（現ヤマダホールディングス）との合併
- サトームセン株式会社 - 2008年7月15日に事業停止（その後はヤマダ電機への店舗賃貸のみを行っていた）。2013年5月31日付で解散。
- 株式会社ダイクマ - 2013年5月31日付で解散。
- 株式会社KOUZIRO - コンピュータおよび周辺機器の製造。2004年1月、旧商号の神代より変更の上で子会社化。2013年7月16日付で解散[67]。
- 株式会社キムラヤセレクト - 「キムラヤ」を運営していた。2007年9月26日に94.25%の株式を取得し子会社化。2015年9月1日付で解散。
- 南九州ヤマダ電機株式会社 - 鹿児島県内で4店舗運営。南国殖産との合弁会社（60%）であったが、2017年1月1日付で完全子会社化。2017年3月1日付で解散。

ダイクマとの合併
- 株式会社関西ヤマダ電機 - 兵庫と滋賀において計3店舗運営。2001年9月、和光電気との合弁会社、和光ヤマダ電機として設立。合弁解消後、完全子会社化の上で、関西ヤマダ電機に商号変更。2010年9月1日付で解散。
- 株式会社東海テックランド - マキヤとの合弁会社であったが、2007年10月1日付で完全子会社化。2009年5月25日にヤマダ電機との合併が予定されていたが同年5月23日に中止、グループ会社のダイクマとの合併に変更となった[68]。2010年9月1日付で解散。
- 株式会社中四国テックランド - マルナカ、ダイナマイトコーポレーションとの合弁会社として設立（2008年10月15日付で完全子会社化）。2009年5月25日にヤマダ電機との合併が予定されていたが同年5月23日に中止、グループ会社のダイクマとの合併に変更となった[68]。2010年9月1日付で解散。

ヤマダデンキとの合併
- 株式会社沖縄ヤマダ電機 - 沖縄県内に4店舗運営。2021年3月1日付で解散。
- 株式会社九州テックランド - 正一電気との合弁会社として設立（2008年10月1日付で完全子会社化）。2021年7月1日付で解散。
- 株式会社ベスト電器 - 2012年12月に連結子会社化。2021年7月1日付で解散。
- 株式会社マツヤデンキ - 2021年7月1日付で解散
- 株式会社星電社 - 2009年6月30日に2店舗閉鎖して以降、三宮本店が「LABI三宮」、他の店舗は「テックランド」にブランド転換。2021年7月1日付で解散。
- 株式会社Project White - 自作パソコンのパーツショップ「TSUKUMO（ツクモ）」の運営のほか、同ブランドで展開するパソコンの製造・販売も行っていた。2009年、民事再生法のスポンサー企業として設立。同年3月10日、(旧)九十九電機株式会社の事業を譲受け。2021年7月1日付で解散。
- 株式会社大塚家具 - 2019年12月30日に連結子会社化（2021年9月1日に完全子会社化）。2022年5月1日付で解散したが、ブランド名「IDC OTSUKA」は継続されている。
- 株式会社ヤマダライフ保険 - ヤマダデンキ各店において「ずっと寄り添うパートナーをご紹介する窓口」を展開していた。2023年10月1日で解散[69]。

ヤマダホームズとの合併
- 株式会社ヤマダ・ウッドハウス - 住宅メーカー（2013年11月1日設立）。2018年10月1日付で解散。
- 株式会社ヤマダレオハウス - 住宅メーカー。株式会社ナックのグループ会社であったレオハウスを2020年5月1日付で完全子会社化。同月14日に商号変更。2021年2月1日付で解散。
- 株式会社ヤマダ不動産 - グループ会社と連携した不動産事業を展開。2021年2月1日付で解散。

ワイズセレクトとの合併
- 株式会社プインプル - 美容・健康関連事業。2017年3月1日付で解散。

その他
- 株式会社ぷれっそホールディングス - マツヤデンキ、星電社、サトームセンの経営統合により設立。ヤマダ電機による買収後も中間持株会社として存続していたが、2012年度内に清算結了。傘下三社はヤマダ電機の直接子会社となった。
- 株式会社ヤマダハウジング - 建築物の修繕や増改築、リフォームなど。同業務をヤマダ電機内で実施できる体制が整えられたことで、2009年5月に解散（同年8月に清算結了）。
- BB光販売株式会社 - 電気工事並びに電気通信工事業。同業務をグループ会社のワイ・ジャストで実施できる態勢が整えられたことで、2009年4月に解散（同年7月に清算結了）。
- 株式会社ヤマダエコソリューション - エネルギー関連事業。2003年1月に株式取得、2010年4月1日に旧商号のイムエンターテイメントより変更。2017年4月に全株式を売却。

## 提供番組
- news every.（日本テレビ）
- Live News イット!（フジテレビ）
- めざまし8（フジテレビ）

## テレビ番組
- 日経スペシャル カンブリア宮殿（テレビ東京） - 出演：ヤマダ電機会長 山田昇。
  - 「家電量販No1！ヤマダ電機強さの秘密」（2008年9月29日）[70]。
  - 「ヤマダ電機に見る、ニッポン流通の未来図」（2008年10月6日）[71]。

## 書籍

### 関連書籍
- 『ヤマダ電機の品格 No.1企業の激安哲学』（著者:立石泰則）（2008年1月9日、講談社）ISBN 9784062143783
- 『ヤマダ電機に負けない「弱者の戦い方」 セブンとアトム、ヤマグチに学ぶNo.1企業との共存の法則』（編者:月刊「技術営業」編集部）（2008年7月20日、リック/リックテレコム）ISBN 9784897978048
- 『ヤマダ電機“激安戦略"勝利のシナリオ 「家電量販」戦国時代のゆくえ』（著者:田川克巳）（2008年12月11日、ぱる出版）ISBN 9784827204513
- 『ヤマダ電機で電気自動車を買おう 仕組みを変えなければ温暖化は止まらない』（著者:田中優）（2010年7月14日、武田ランダムハウスジャパン）ISBN 9784270005897
- 『ヤマダ電機の暴走 「年商3兆円構想」の果て』（著者:立石泰則）（2010年10月13日、草思社）ISBN 9784794217851
- 『だからヤマダ電機で買いたくなる』（著者:片山修）（2011年2月5日、潮出版社）ISBN 9784267018633
- 『ヤマダ電機の「PCDA」経営』（著者:得平司）（2012年3月3日、日本経済新聞出版社）ISBN 9784532317836

### 注
1. ↑  1991年2月、フランチャイジーの解散に伴い、10店舗を直営化。
2. ↑  2005年の「テックランド徳島藍住店」（徳島県藍住町）の出店により、日本全国への出店を達成。全国展開本格開始第1号店でもある「テックランド京都八幡店」の開店からわずか6年の当時としては驚異的な速さで全国展開を完了している。
3. ↑  ヤマダ電機としての営業は9月16日に終了。10月25日からは「エディオン秩父店」としてリニューアルオープン。
4. ↑  ヤマダ電機がベスト電器を子会社とする条件として2012年12月10日に公正取引委員会が示した「ベスト電器店舗の同業他社への譲渡」要件を受け、ヤマダ電機テックランドNew秩父店並びにベスト電器の直営5店舗（B・B唐津バイパス店、B・B甘木店、B・B島原店、諫早本店、サンロードシティ人吉店）の計6店を2013年9月から11月にかけてエディオンへ譲渡した。
5. ↑  ヤマダHDのほか、福岡県、福岡市およびその他地元企業の出資により運営される第三セクター方式の重度障がい者多数雇用事業所。